# Anrather TK
Der  Anrather Tischtennis-Klub Rot-Weiß 1947, kurz Anrather TK, ist ein deutscher Tischtennisverein aus der niederrheinischen Ortschaft Anrath, der im Jahr 1947 gegründet wurde. Der Verein trägt seine Heimspiele in der Turnhalle der Gottfried-Kricker-Schule in Anrath aus.
In der aktuellen Spielzeit (2024/25) stellt der Anrather TK 8 Herren-, 3 Damen-, 2 Senioren- und 9 Jugendmannschaften, wobei die 1. Herren in der NRW-Verbandsliga spielt.